# Assistance publique – Hôpitaux de Paris
Assistance publique – Hôpitaux de Paris (zkráceně AP–HP) je veřejné zdravotnické zařízení s působností v Paříži a regionu Île-de-France. Jejím zřizovatelem je francouzské ministerstvo zdravotnictví. Centrála AP–HP sídlí na adrese 3, avenue Victoria ve 4. obvodu.

## Seznam nemocnic AP-HP
Většina z 39 nemocnic ve správě AP-HP se nachází v Paříži nebo jejím nejbližším okolí.
- Paříž
  - Hôtel-Dieu
  - Hôpital Bichat-Claude-Bernard
  - Hôpital Pierre Bretonneau
  - Hôpital Broca
  - Hôpital Cochin
  - Hôpital de la Collégiale
  - Hôpital Robert-Debré
  - Hôpital La Rochefoucauld
  - Hôpital Lariboisière
  - Hôpital Necker-Enfants malades
  - Hôpital de la Salpêtrière
  - Hôpital européen Georges-Pompidou
  - Hôpital Rothschild
  - Hôpital Saint-Antoine
  - Hôpital Saint-Louis
  - Hôpital Sainte-Périne - Rossini - Chardon-Lagache
  - Hôpital Tenon
  - Hôpital Armand-Trousseau
  - Hôpital Vaugirard - Gabriel-Pallez
  - Hôpital Fernand-Widal
- Hauts-de-Seine
  - Boulogne-Billancourt: Hôpital Ambroise-Paré
  - Clamart: Hôpital Antoine-Béclère
  - Clichy: Hôpital Beaujon
  - Colombes: Hôpital Louis-Mourier
  - Garches: Hôpital Raymond-Poincaré
  - Issy-les-Moulineaux: Hôpital Corentin-Celton
- Seine-Saint-Denis
  - Bobigny: Hôpital Avicenne
  - Bondy: Hôpital Jean-Verdier
  - Sevran: Hôpital René-Muret – Bigottini
- Val-de-Marne
  - Créteil: Hôpital Albert-Chenevier
  - Créteil: Hôpital Henri-Mondor
  - Ivry-sur-Seine: Hôpital Charles-Foix
  - Le Kremlin-Bicêtre: Centre hospitalier universitaire Kremlin-Bicêtre
  - Limeil-Brévannes: Hôpital Émile-Roux
  - Villejuif: Hôpital Paul-Brousse
- Île-de-France
  - Champcueil (Essonne): Hôpital Georges-Clemenceau
  - Draveil (Essonne): Hôpital Joffre-Dupuytren
  - La Roche-Guyon (Val-d'Oise): Hôpital de La Roche-Guyon
  - Villiers-le-Bel (Val-d'Oise): Hôpital Adélaïde-Hautval
- Zbývající Francie
  - Liancourt (Oise): Hôpital Villemin-Paul-Doumer
  - Berck (Pas-de-Calais): Hôpital maritime
  - Hendaye (Pyrénées-Atlantiques): Hôpital héliomarin
  - Hyères (Var): Hôpital San Salvadour